# Kafr el-Cheik
Kafr El Sheikh (en arabe : كفر الشيخ) est une ville d'Égypte, capitale du gouvernorat de Kafr el-Cheik.